# ワールドサッカーウイニングイレブンDS
『ワールドサッカーウイニングイレブンDS』は、コナミデジタルエンタテインメントのサッカーゲームである、『ウイニングイレブン』シリーズのニンテンドーDS版。

## 概要
- 限定版
  - ニンテンドーDS Lite ジェットブラック同梱版　11月2日発売
  - コナミスタイル限定 ニンテンドーDS Lite ジェットブラック同梱版＋オリジナルバッグ 11月2日発売  ※既に完売
- ニンテンドーWi-Fiコネクション対応
- ワイヤレスプレイ、DSダウンロードプレイ（ゲームシェアリング）対応
- 新モード「ワールドツアー」搭載

## ゲームモード
- マッチ（Match）

　コンピューターと試合やP.K.で対戦
- ワールドツアー（World Tour）

　オリジナルチームで世界一をめざす
- ネットワーク（Network）

　ほかのプレイヤーと対戦
- コナミカップ（KONAMI Cup）

　トーナメントを戦い優勝をめざす
- オリジナルチーム（Original Team）

　オリジナルチームの設定を変更
- 通算成績（Record）

　これまでに行った試合の集計
- トレーニング（Training）

　さまざまな操作を練習
- エディット（Edit）

　チームや選手の名前などを変更
- オプション（Option）

　試合のルールや音量などを設定